# Cerkiew św. Michała Archanioła w Uličskiem Krivem
Cerkiew św. Michała Archanioła w Uličskiem Krivem – zabytkowa greckokatolicka cerkiew filialna parafii Ulič. Należy do dekanatu Snina w archieparchii preszowskiej Kościoła katolickiego obrządku bizantyjsko-słowackiego.
Cerkiew powstała w unikatowym typie cerkwi karpackich charakterystycznym dla okolic Sniny, posiada status Narodowego Zabytku Kultury.

## Historia
Cerkiew została zbudowana w 1718. W czasie II wojny światowej uległa znacznemu zniszczeniu. W latach pięćdziesiątych XX wieku została zamieniona na prawosławną, później wróciła w ręce grekokatolików. W latach 1988 i 1992 całkowicie odrestaurowano ikonostas.

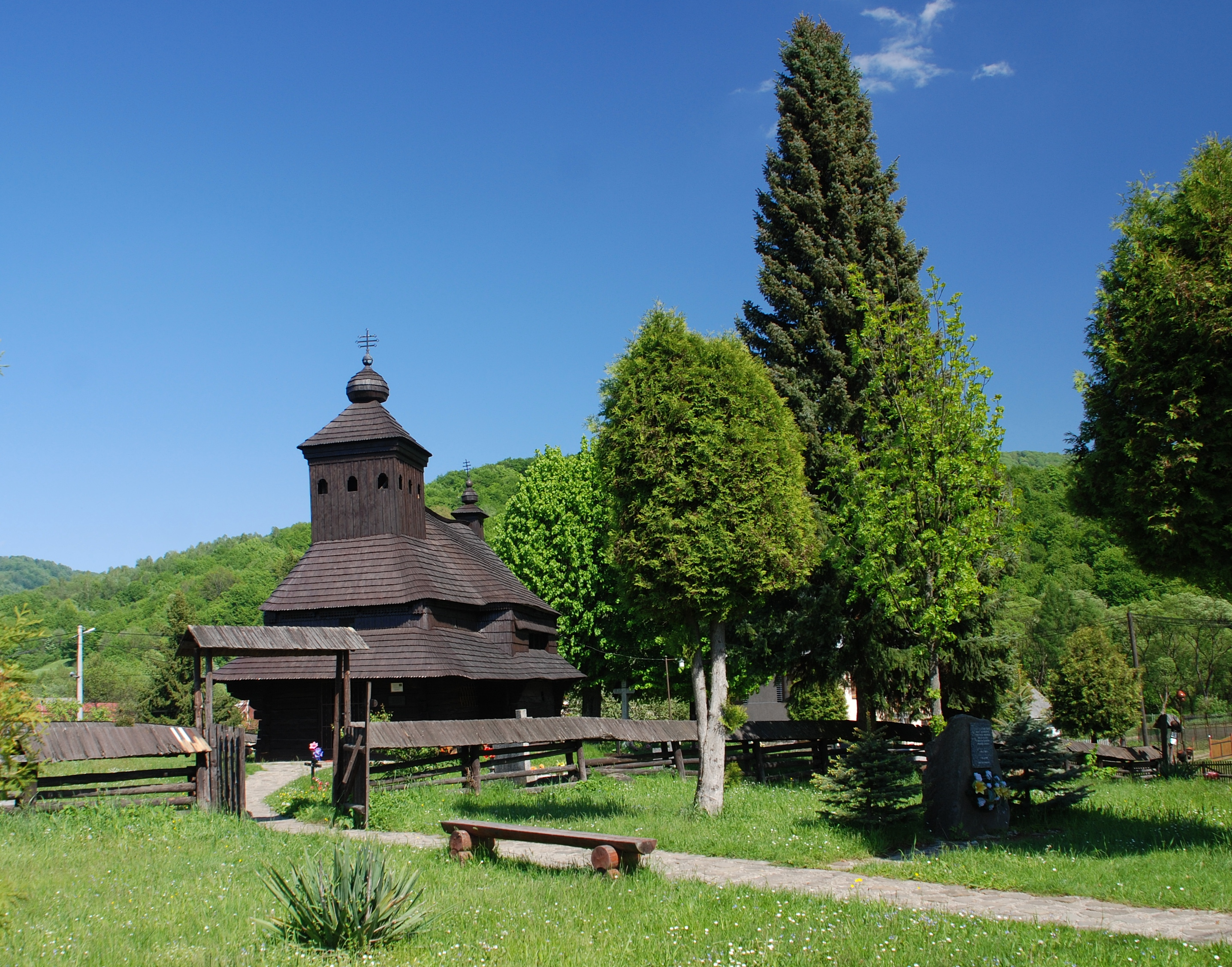
Widok ogólny
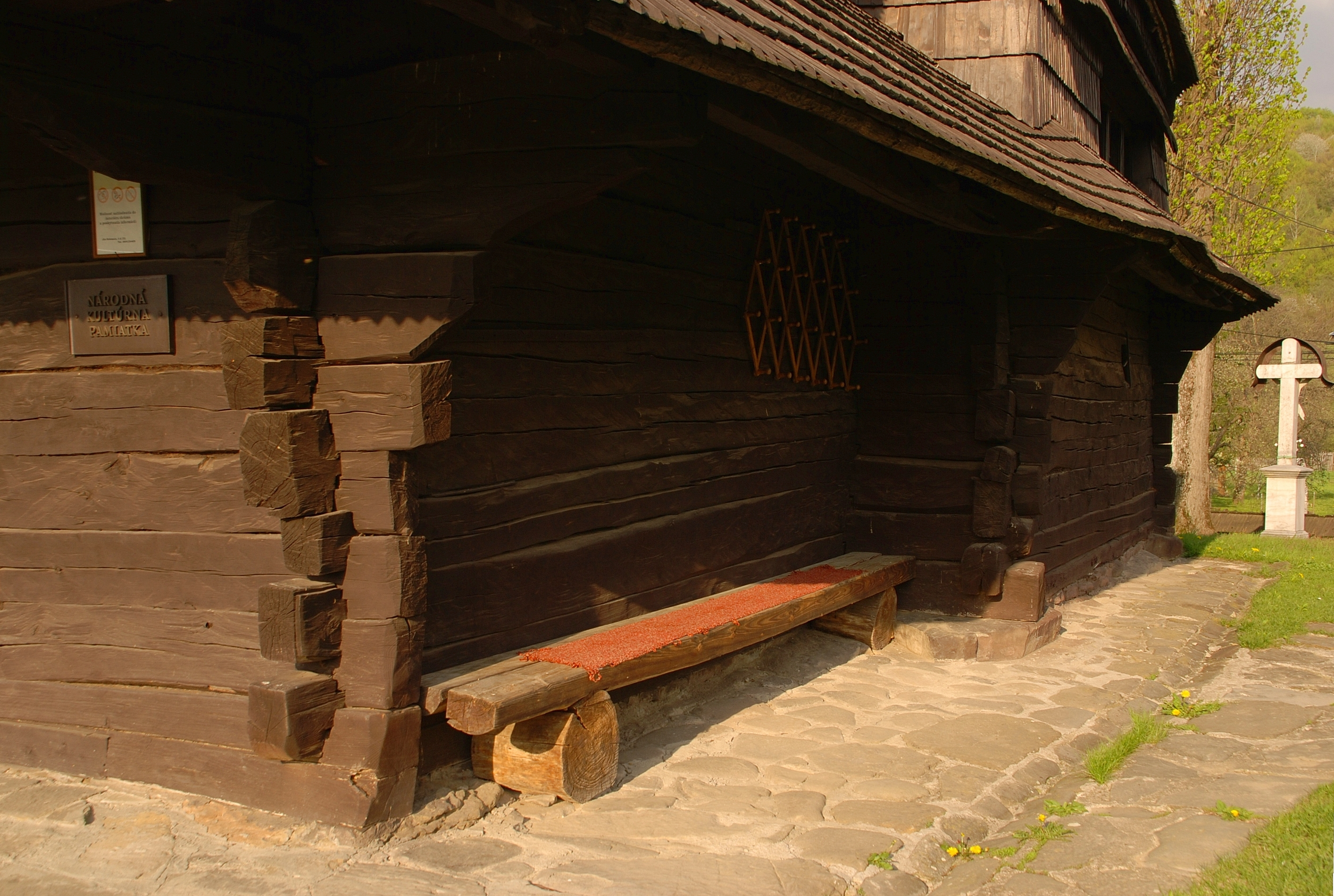
Konstrukcja
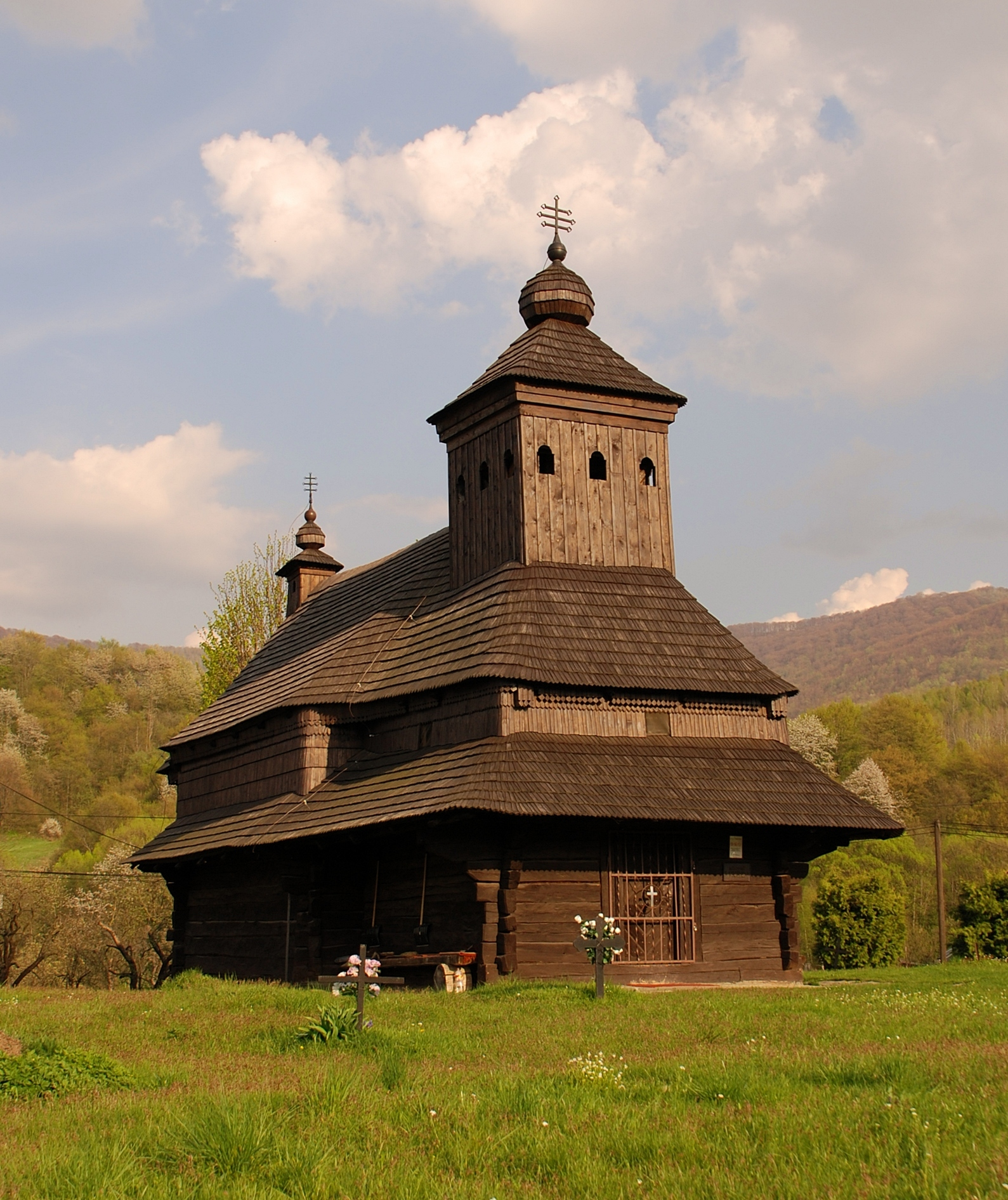
Widok od północy

## Architektura i wyposażenie
Jest to cerkiew drewniana o konstrukcji zrębowej, orientowana.
Budowla o halowej trójdzielnej strukturze: do zamkniętego trójbocznie prezbiterium przylega szersza nawa, a do niej połączony zrębową przegrodą babiniec. Na zrębie babińca posadowiona słupowa wieża o prostych ścianach, w której trzy dzwony, najstarszy z 1811. Dach jednokalenicowy, poniżej którego cerkiew obiega dodatkowy daszek okapowy wsparty na rzeźbionych rysiach. Obiekt pokryty gontem szczypanym.
Wewnątrz bogate wyposażenie. W prezbiterium barokowy ołtarz główny z ikoną Pietá z XVIII wieku. W nawie kompletny ikonostas z XVIII stulecia z chramową ikoną Soboru św. Michała Archanioła, a na ścianach zabytkowe ikony z wyposażenia ze starszej cerkwi jak: Męka Pańska z 1834, św. Michał Archanioł z XVI wieku, Matka Boża z Dzieciątkiem w typie hodogetrii także z XVI stulecia, ukrzyżowanie z XVI wieku, św. Mikołaj i Chrystus Pantokrator z XVII wieku, carskie wrota na pełnych deskach z dawnego ikonostasu. Zachowały się także dwa barokowe świeczniki i dwa krzyże procesyjne.

## Wokół cerkwi
Cerkiew otacza ogrodzenie drewniane z bramą pokryte daszkami gontowymi.

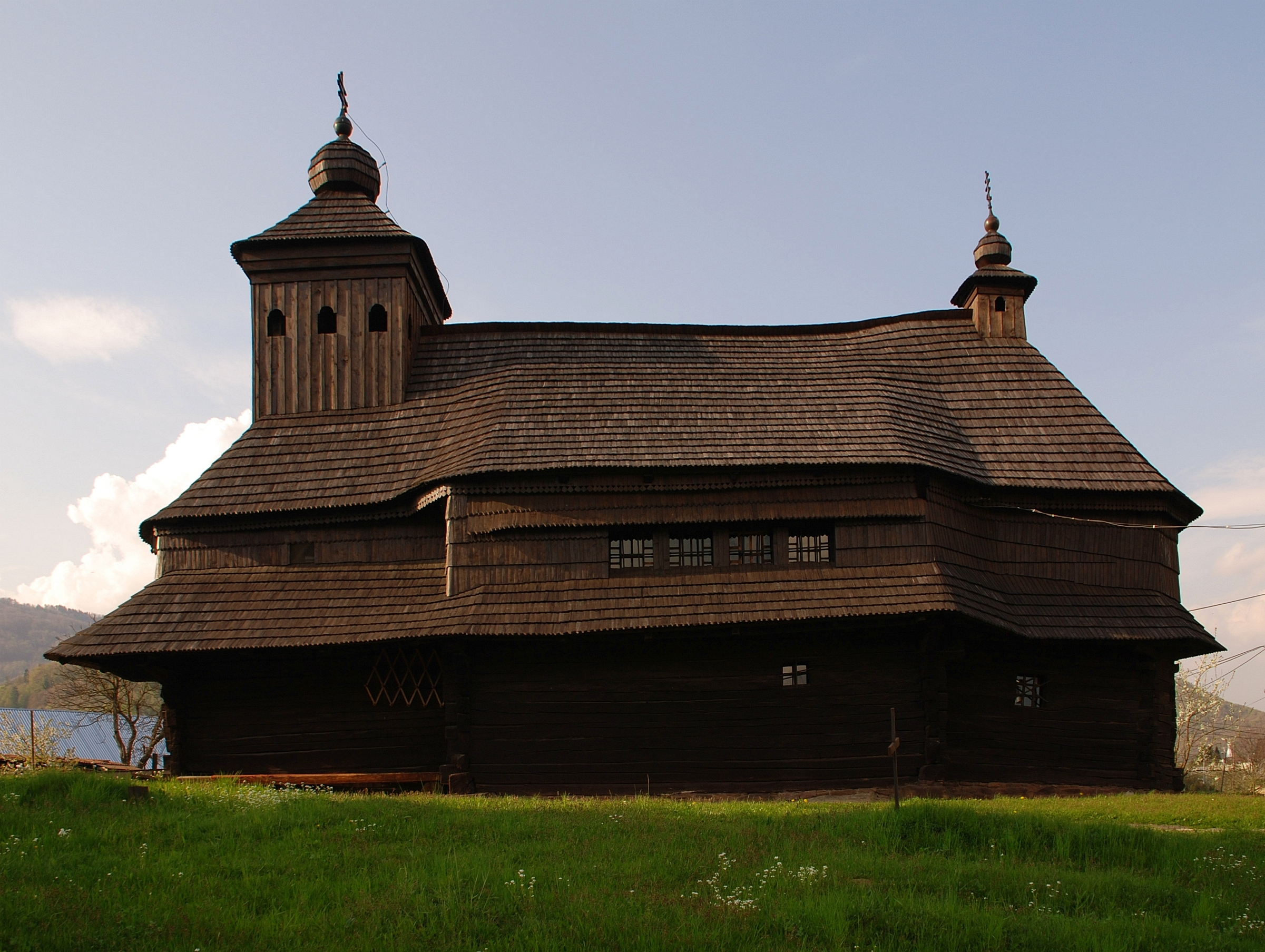
Elewacja południowa
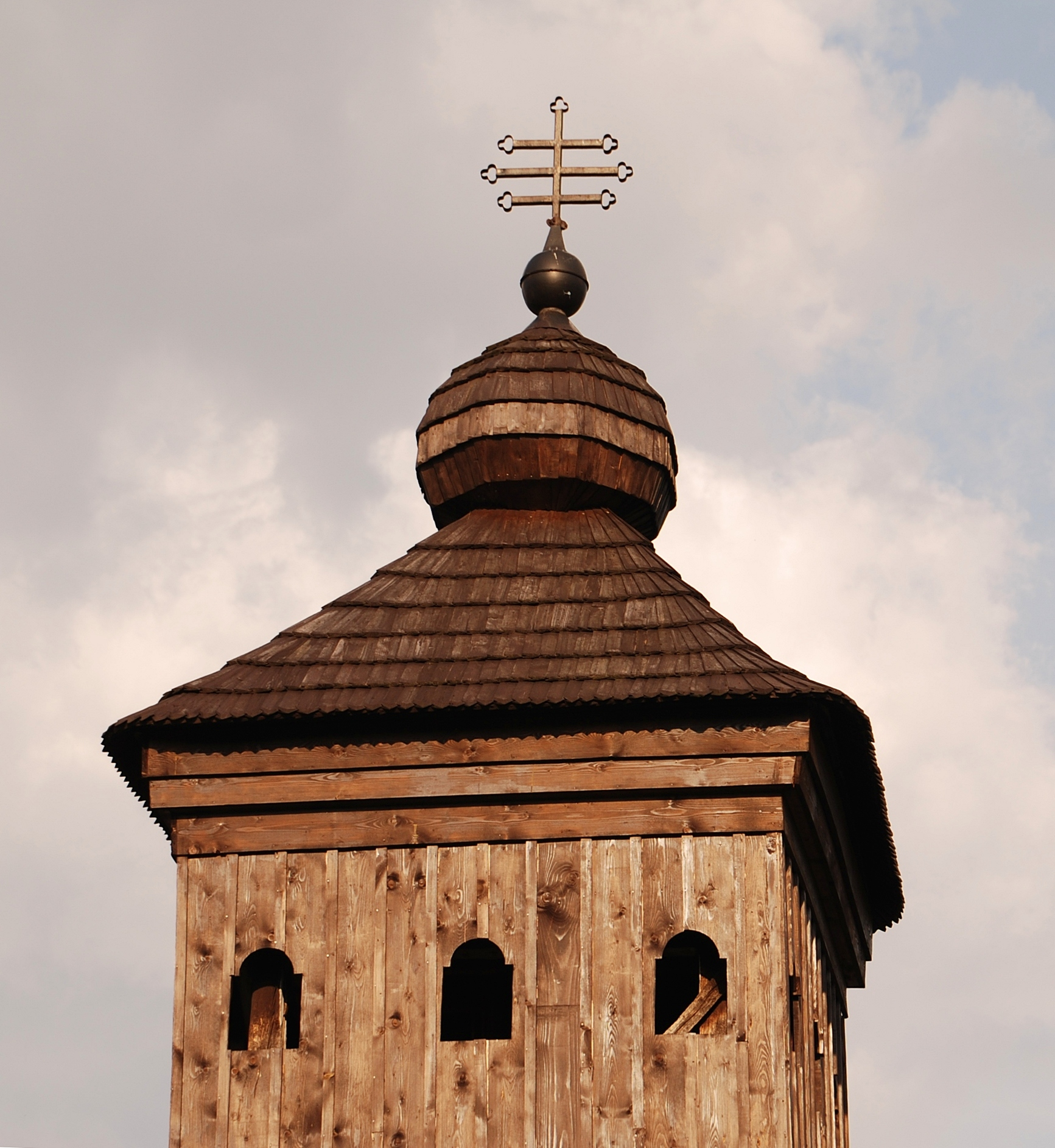
Wieża nad babińcem
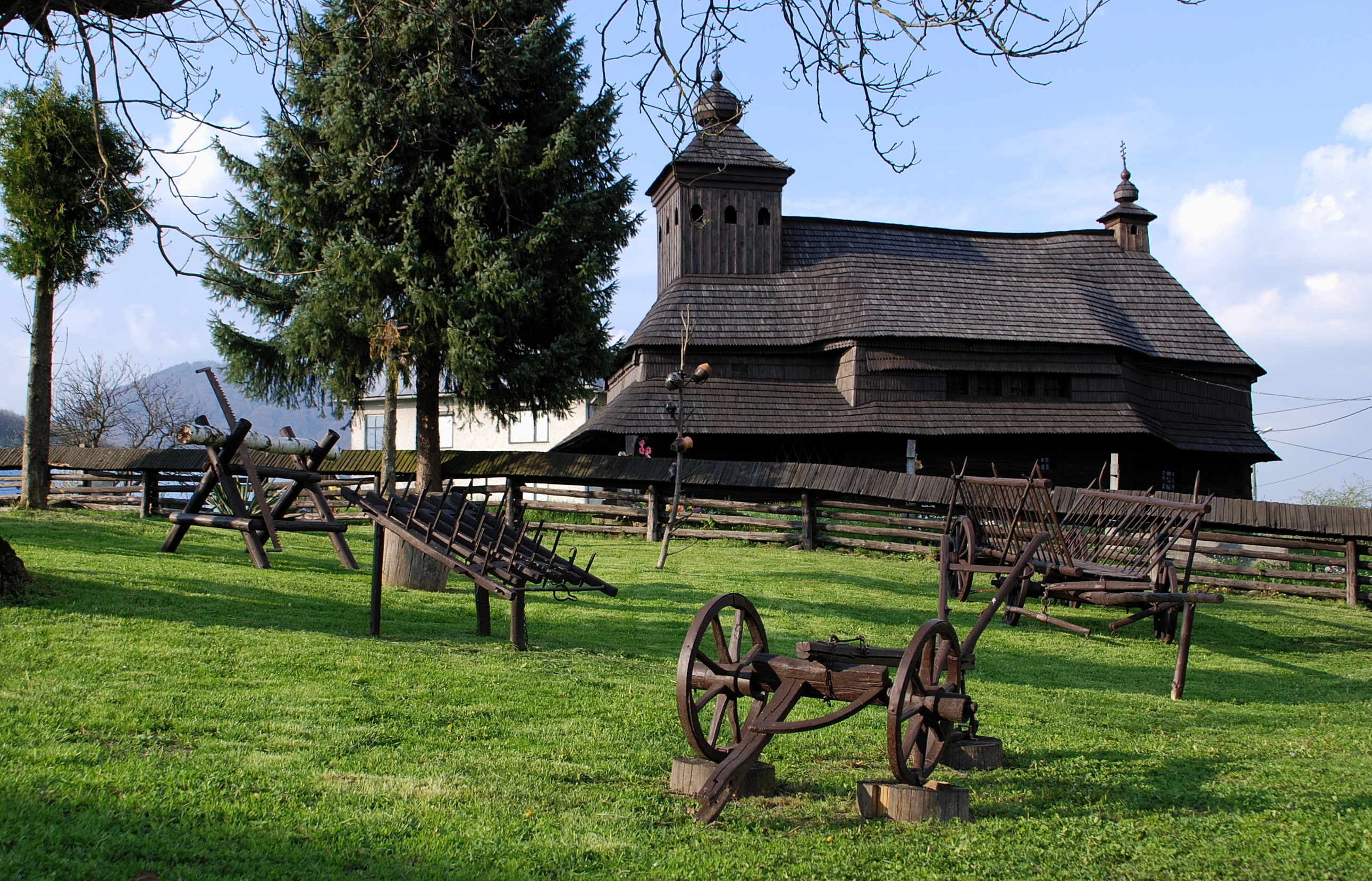
Otoczenie

## Turystyka
Cerkiew jest obiektem rozpoczynającego się tutaj szlaku turystycznego:
 Szlaki piesze 
- Szlak Ikon: Uličské Krivé – Sedlo pod Veżonu (500m) – Ruský Potok (443m) – Sedlo pod Kýčerou (660m) – Topoľa, pomnik Alesandra Duchnovića (393m)[4].